# Čepičkův vrch a údolí Hodonínky
Čepičkův vrch a údolí Hodonínky je přírodní rezervace poblíž obce Černovice v okrese Blansko.

## Předmět ochrany
Důvodem ochrany je zachování v rámci celé Českomoravské vrchoviny ojedinělého velkoplošného segmentu přírodě blízkých až přirozených porostů bukových javořin a jasanových javořin s masovým výskytem chráněného druhu měsíčnice vytrvalé v podrostu. Roztroušeně se vyskytují další ohrožené druhy, na území rezervace nalézáme geomorfologicky pozoruhodné tvary jako produkty mrazového zvětrávání. V údolí Hodonínky se nalézají jedinečné zbytky podhorských lužních lesů s pestrou dřevinnou skladbou a výjimečně bohatou synusií podrostu. Místy hojný je výskyt zvláště chráněných druhů rostlin jako bledule jarní (Leucojum vernum) aj. Ve vrcholové části vrchu Čepička (654 m) roste sněženka podsněžník. Lokalita tvoří jádrové území regionálního biocentra systému ekologické stability.

## Fotogalerie

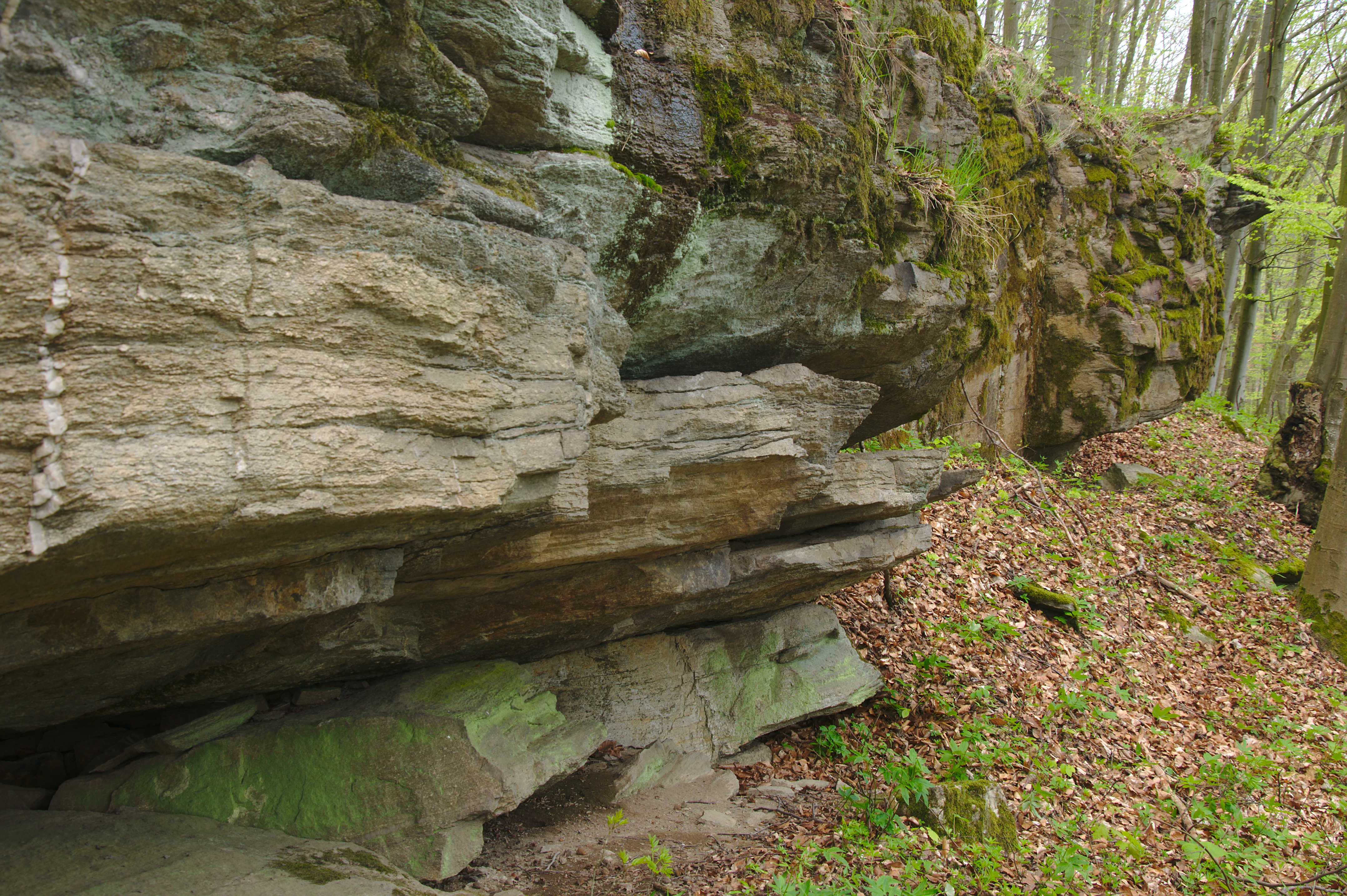
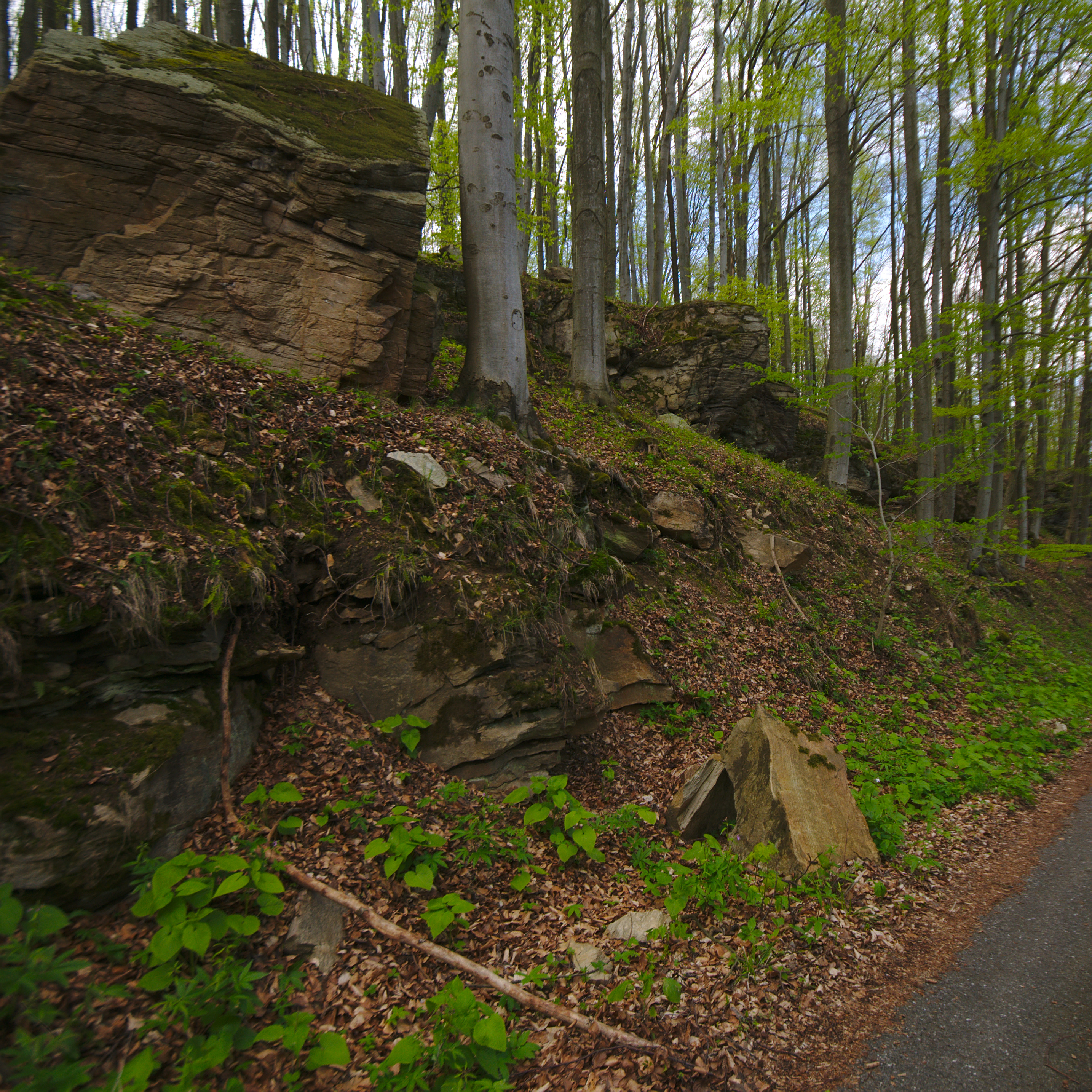
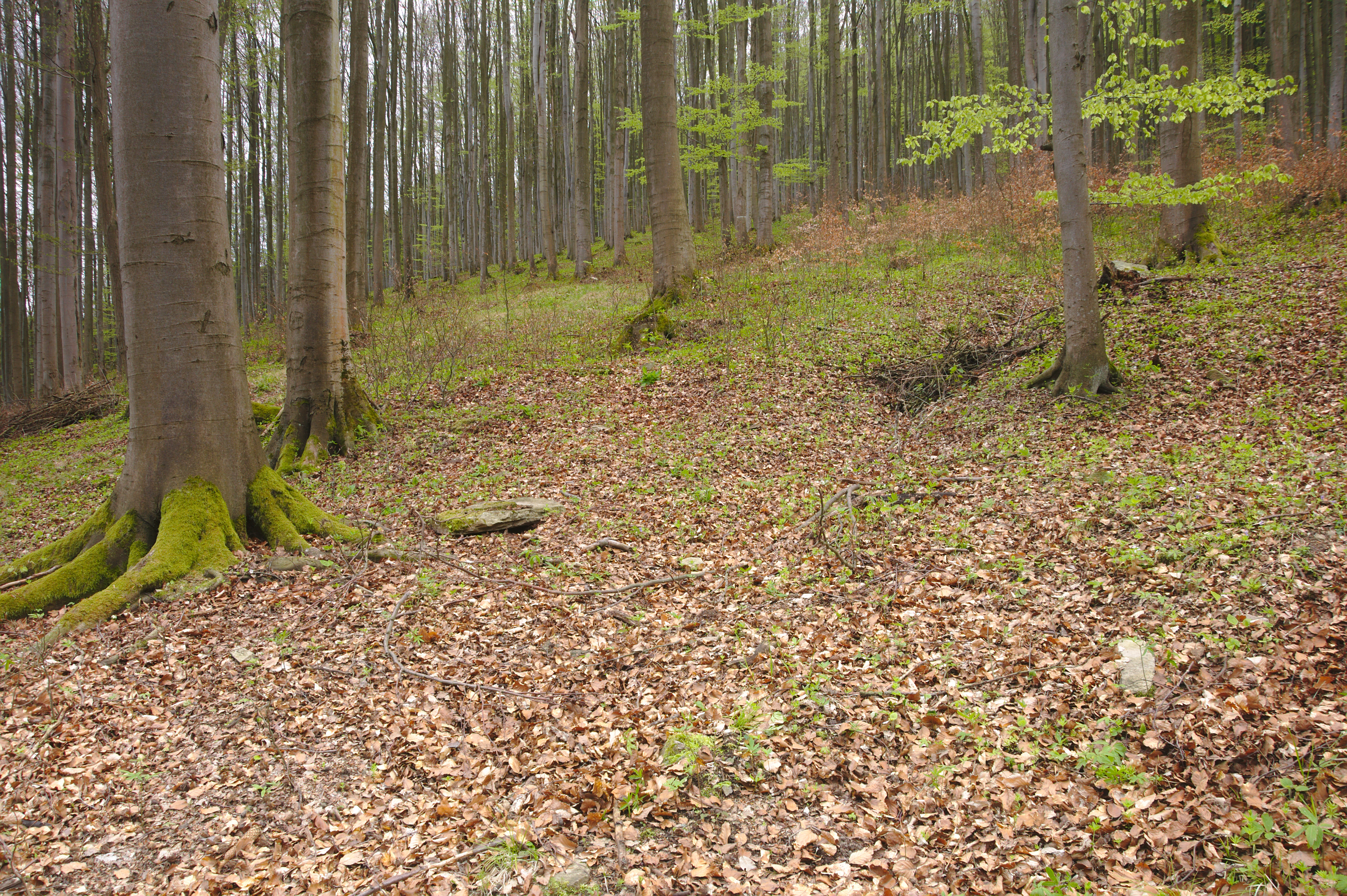
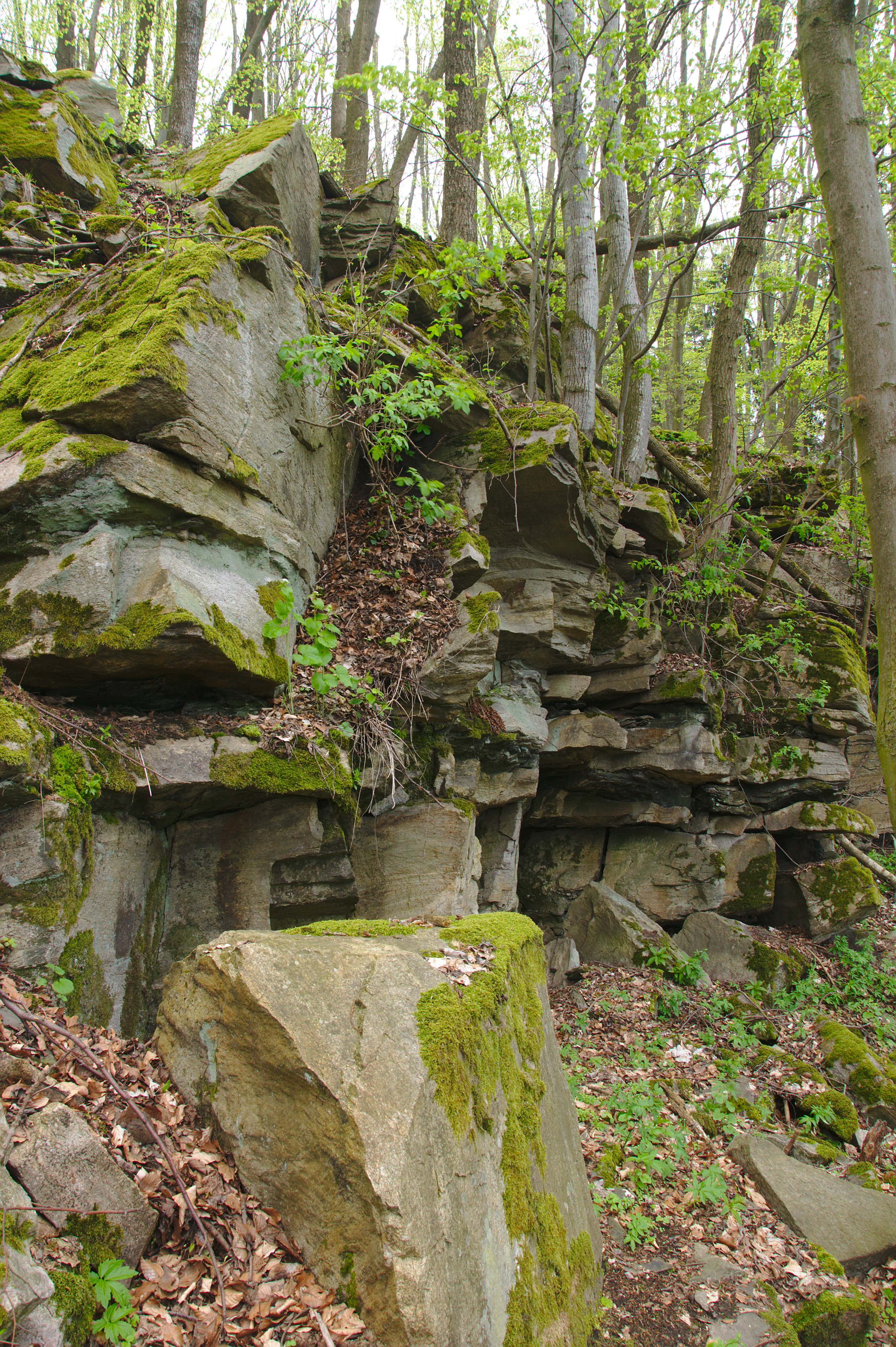
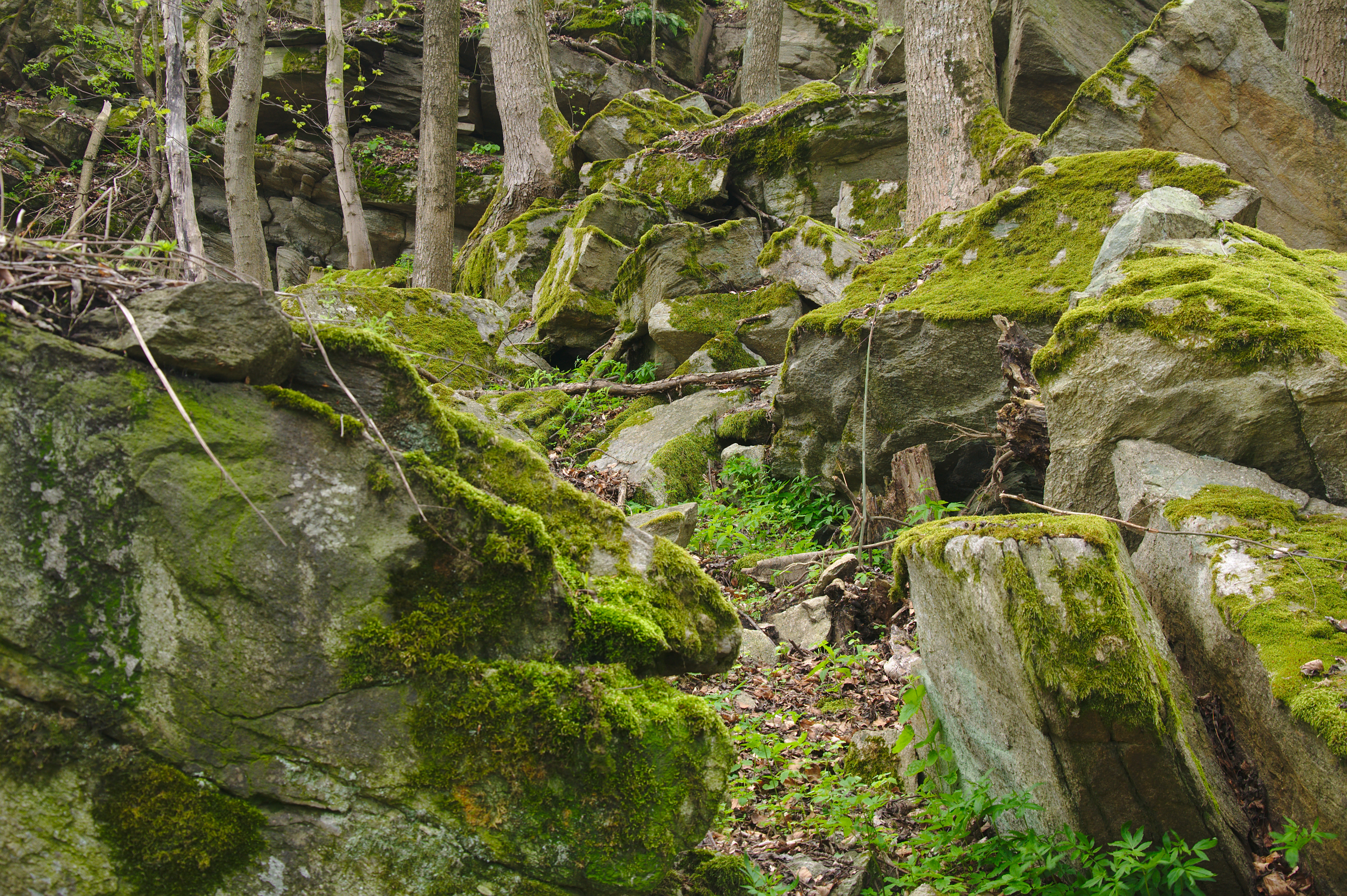
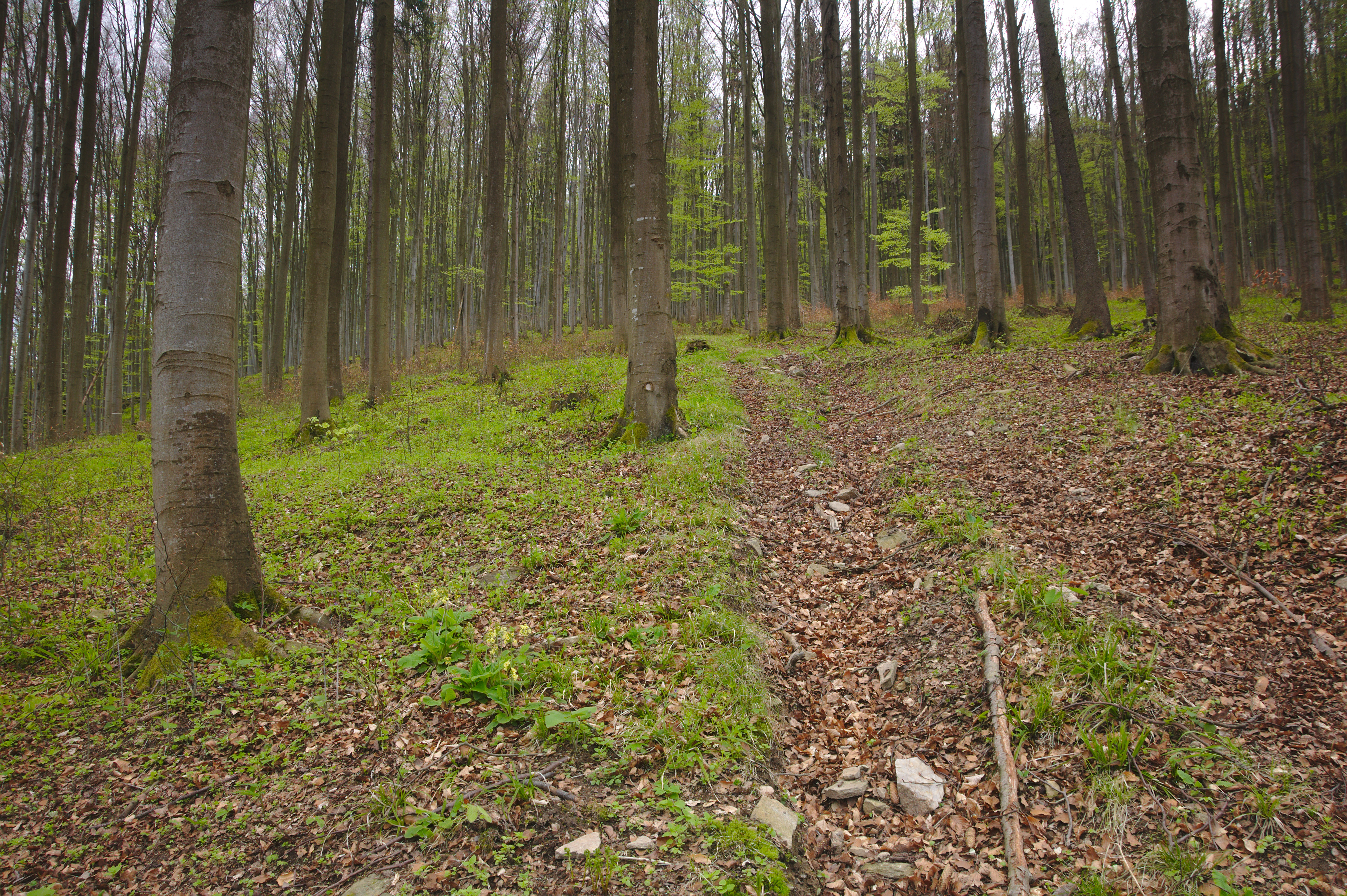
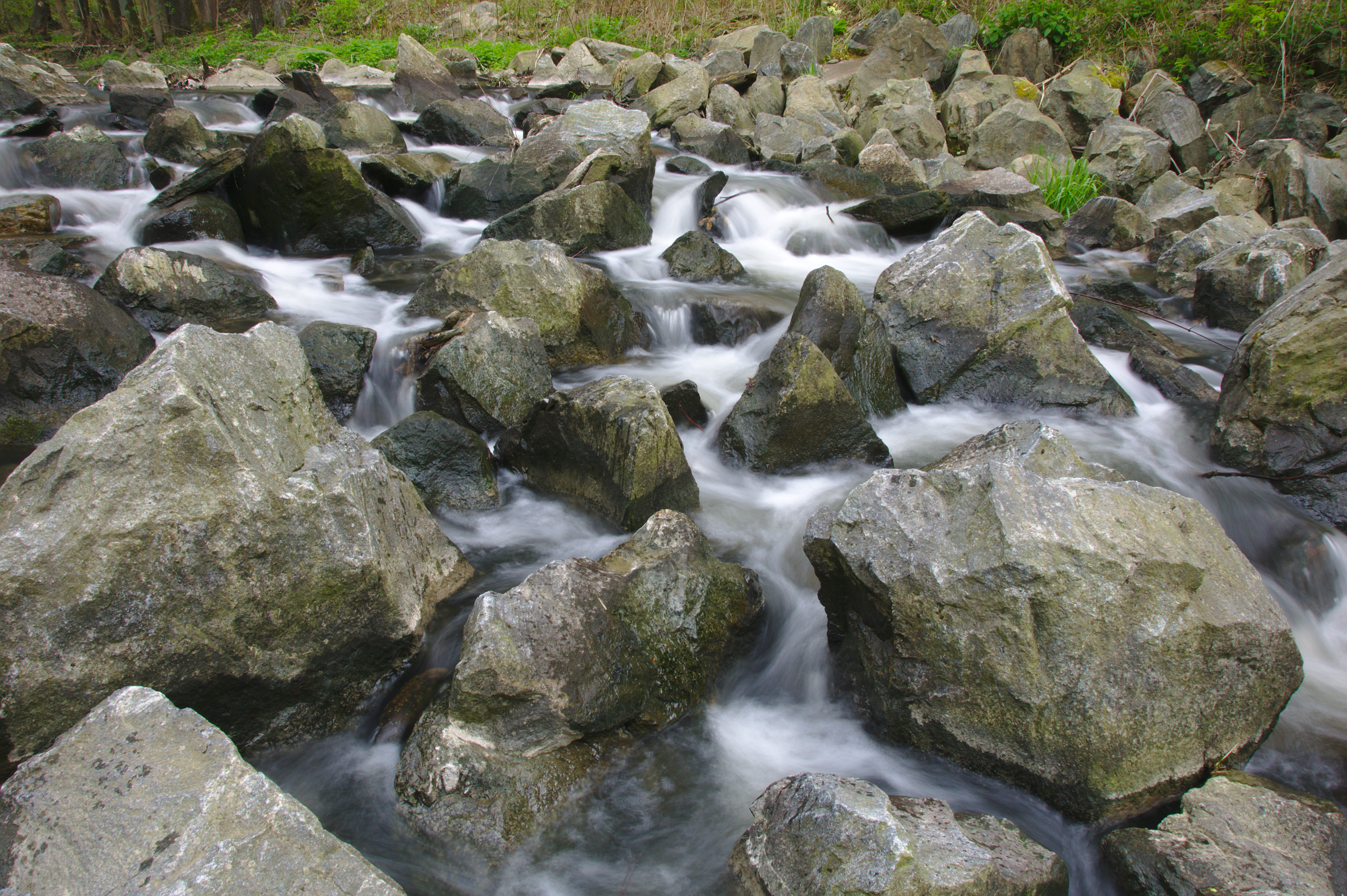